# Green Waterhole Cave
Green Waterhole Cave (Fossil Cave) – jaskinia leżąca w okolicach miasta Tantanoola w południowo-wschodniej Australii Południowej. Skałą, w której mieści się ona, jest wapień; zalewa ją woda. Prawdopodobnie powstała w trakcie ostatniego zlodowacenia. Znajduje się w niej wiele szczątków kopalnych ptaków; na podstawie znalezionych w tej jaskini skamielin opisano 2 nowe gatunki. Głębokość wynosi 14 m.
Ptaki
Ze szczątków obecnie istniejących gatunków, odnaleziono tam:
- prawą kość udową sokoła brunatnego (Falco berigora)
- kości nóg kokoszki tasmańskiej (Gallinula mortierii)
- dwa lewe, niekompletne piszczele błyskolotki białogardłej (Phaps chalcoptera)
- niekompletną czaszkę, kość barkową, kości promieniową i udową żałobnicy rudosternej (Calyptorhynchus banksii)
- dziób żałobnicy brunatnej (Calyptorhynchus lathami)
- czaszkę kakadu krasnogłowej (Callocephalon fimbriatum)
- 3 czaszki, dziób, 11 kości barkowych, 10 kości łokciowych, kość kruczą, mostek i wiele innych kości kakadu cienkodziobej (Cacatua tenuirostris); łącznie odnaleziono ich 127, przy czym są to szczątki co najmniej 31 osobników
- dziób rozelli z rodzaju Platycercus
- 3 kości barkowe, 3 łokciowe oraz jedna promieniowa kukabury chichotliwej (Dacelo novaeguineae)
- kość barkową nierozpoznanego gatunku z rodziny jaskółkowatych, z czego w Australii są spotykane cztery: jaskółka australijska (Hirundo neoxena), jaskółka aborygeńska (Petrochelidon ariel), jaskółka drzewna (P. nigricans) oraz chera (Cheramoeca leucosternus)
- kość barkową oraz piszczel kolcopiórka rudego (Dasyornis broadbenti)
- czaszkę miodożera maskowego (Manorina melanocephala)
- kości nieokreślonego gatunku z rodzaju Corvus

Prócz tego znaleziono szczątki obecnie już wymarłych gatunków:
- kość barkową Centropus colossus (kukale)
- miednicę Orthonyx hypsilophus z rodziny ziemnodrozdów
- kość łokciową, 2 promieniowe oraz kość z nadgarstka nowego gatunku z rodziny jastrzębiowatych, który nie otrzymał nazwy naukowej

Ssaki
Opisany w 2000 roku Simosthenurus newtonae z wymarłego rodzaju Simosthenurus, należącego do rodziny kangurowatych oraz należący do tego samego rodzaju Simosthenurus occidentalis.